# Kapa-karaginaza
Kapa-karaginaza (EC 3.2.1.83, kapa-karaginan 4-beta--glikanohidrolaza) je enzim sa sistematskim imenom kapa-karaginan 4-beta--glikanohidrolaza (zadržavanje konfiguracije). Ovaj enzim katalizuje sledeću hemijsku reakciju
Endohidroliza (1->4)-beta-D-veza između D-galaktoza 4-sulfata i 3,6-anhidro-D-galaktoze u kapa-karagenanima
Glavni produkti hidrolize su neokarabioza-sulfat i neokaratetraoza-sulfat.

## Literatura
- Nicholas C. Price; Lewis Stevens (1999). Fundamentals of Enzymology: The Cell and Molecular Biology of Catalytic Proteins (Third изд.). USA: Oxford University Press. ISBN 019850229X.
- Eric J. Toone (2006). Advances in Enzymology and Related Areas of Molecular Biology, Protein Evolution (Volume 75 изд.). Wiley-Interscience. ISBN 0471205036.
- Branden C; Tooze J. Introduction to Protein Structure. New York, NY: Garland Publishing. ISBN 0-8153-2305-0.
- Irwin H. Segel. Enzyme Kinetics: Behavior and Analysis of Rapid Equilibrium and Steady-State Enzyme Systems (Book 44 изд.). Wiley Classics Library. ISBN 0471303097.

## Spoljašnje veze
- Kappa-carrageenase на 